# 小行星5501
小行星5501是一颗围绕太阳公转的小行星。1982年3月30日，勞倫斯·G·塔夫（Laurence G. Taff）在索科罗发现了此天体。
这颗小行星的绝对星等为313.6477100544416等。